# Vol Aeroflot 964
Le vol Aeroflot 964 était un vol assuré par Aeroflot entre l'aéroport international de Koutaïssi, en Géorgie et l'aéroport de Domodedovo, à Moscou, en Russie. Le 13 octobre 1973, un Tupolev Tu-104 opérant sur la route s’écrasa pendant son approche à Moscou, tuant les 122 passagers et membres d'équipage à bord. Ce fut l’accident aérien le plus meurtrier impliquant un Tupolev Tu-104.

## Avion
L'appareil impliqué dans l'accident était un Tupolev Tu-104B, immatriculé СССР-42486. À l'origine, la cabine de cet avion comptait 100 sièges, mais elle a ensuite été reconfigurée pour 115 sièges. Au moment de l'accident, il totalisait 16 250 heures de vol et avait subi 9 776 cycles (décollage/atterrissage).

## Équipage
Huit membres d'équipage étaient présents à bord du vol 964. L'équipage dans le cockpit était composé :
- du commandant de bord Georgy Iraklievich Kurtsidze
- du copilote Karmen Semenovich Ratiani
- du navigateur Boris Grigorievich Yegoyan
- de l'officier mécanicien navigant Devi Alexandrovitch Zakariadze
- de l'opérateur radio Gurami Georgievich Lominadze

Les agents de bord RK Nubarova et DI Rusova travaillaient dans la cabine, aux côtés d'un officier du ministère de l'Intérieur surveillant le déroulement du vol.

## Accident
Le vol 964 a décollé de l'aéroport international de Koutaïssi à 18 h 10, avec 114 passagers, dont huit qui sont montés illégalement à bord de l'avion, ainsi que 8 membres d'équipage à bord. À 19 h 52, la gestion du vol a été remise au contrôle aérien de Moscou. À 20 h 12, le contrôleur a autorisé le vol 964 à descendre à une altitude de 1 300 pieds (400 m). Quelques secondes plus tard, l'avion se trouvait à 11 km de l'aéroport de Moscou-Domodedovo et à une altitude de 3 000 pieds (900 m). 
À 20 h 13, l'équipage signale qu'il est au cap 317° (opposé à la piste) et, à 20 h 15, les pilotes informent le contrôleur aérien qu'ils ont des problèmes avec leur compas, alors qu'ils sont toujours à une altitude de 3 000 pieds. À 20 h 16, avec le train d'atterrissage sorti, à une vitesse de 210 à 220 nœuds (380 à 400 km/h) et à 19 km de la piste, l'avion a commencé à effectuer un troisième virage à droite pour l'approche. Aucune autre transmission radio n'a été entendue par la suite.
La visibilité cette nuit là était de 2,4 km. Pendant l'approche, alors qu'il était sur un cap de 143°, l'équipage, alors atteint de désorientation spatiale, a conduit l'avion à partir en vrille vers la gauche et à s'écraser dans un champ à 16 km au nord-ouest de l'aéroport de Domodedovo, en heurtant plusieurs lignes électriques. Le champ de débris mesurait environ 248 m sur 180 ; les 114 passagers et 8 membres d'équipage ont tous été tués sur le coup.

## Enquête
L'enquête a conclu qu'après le premier virage à droite exécuté par l'avion (au cours duquel l'inclinaison dépassait 40°), plusieurs instruments de navigation, dont la boussole et l'horizon artificiel, sont tombés en panne. 
Combiné à la mauvaise visibilité à l'aéroport, l'équipage a perdu toute référence visuelle extérieure et n'a pu voir aucun point de repère pour déterminer sa position. Lorsque l'avion s'est légèrement incliné vers la droite, les pilotes ont corrigé l'inclinaison droite pour ensuite placer l'avion dans une forte inclinaison à gauche qui a atteint 70°, conduisant à la perte de contrôle et au crash de l'appareil.